# Alec Burks
Alec Burks (* 20. Juli 1991 in Grandview, Missouri) ist ein US-amerikanischer Basketballspieler. Er spielt für Miami Heat in der National Basketball Association (NBA).

## Werdegang

### NCAA
Burks spielte zwei Jahre für die Buffaloes. genannte Hochschulmannschaft der University of Colorado Boulder. In seinem Freshman-Jahr erhielt er die Auszeichnung Freshman of the Year in der Big 12 Conference, nach dem Durchschnittswerte von 17,1 Punkten, 5 Rebounds und 1,8 Vorlagen erreicht hatte. Im Anschluss an seine zweite Spielzeit, in der er seinen mittleren Punktewert von 20,5 je Begegnung erhöht hatte und des Weiteren im Mittel 6,5 Rebounds sowie 2,9 Vorlagen verbuchte, entschied er sich zur Anmeldung für das NBA-Draftverfahren.

### NBA
Die Utah Jazz sicherten sich die Rechte an Burks, er wurde in dem Verfahren im Sommer 2011 als insgesamt zwölfter Spieler aufgerufen. In seinen ersten beiden NBA-Jahren stand er in keinem Spiel in der Anfangsaufstellung, er erzielte im Durchschnitt rund 7 Punkte pro Spiel. Während der Saison 2013/14 wurde er zu Utahs wichtigsten Einwechselspieler, seine Einsatzzeit stieg deutlich, mit 14 Punkten je Begegnung erreichte er erstmals in einen NBA-Hauptrunde einen zweistelligen Punktewert. Am 13. Januar 2014 erzielte Burks mit 34 Punkten während eines Sieges der Jazz über die Denver Nuggets eine neue persönliche NBA-Bestmarke.
Am 31. Oktober 2014 verlängerte Burks seinen Vertrag bei den Utah Jazz. Die auf vier Jahre ausgelegte Vereinbarung umfasste ein Gehalt von 42 Millionen US-Dollar. Aufgrund von Schulterbeschwerden bestritt Burks  in der Saison 2014/15 nur 27 Spiele, ehe er sein Saison-Aus verkünden musste, um sich einer Operation zu unterziehen.
Er kehrte zur Saison 2015/16 zurück, verletzte sich jedoch nach 28 Spielen erneut. Diesmal war der Knöchel betroffen, Burks fiel mehrere Monate aus. In den letzten drei Saisonspiele stand er wieder auf dem Feld, vermochte seiner Mannschaft aber nicht zur Playoff-Qualifikation verhelfen. In den folgenden beiden Jahre setzte Burks zunehmend Spiele aus und erreichte auch nicht mehr die Leistungsstärke, die er vor seiner schweren Verletzung gehabt hatte. Seine mittlere Einsatzzeit nahm deutlich ab.
Nach mehr als sieben Jahren in Utah wurde Burks im November 2018 zusammen mit zwei Zweitrundenauswahlrechten für künftige Draftverfahren an die Cleveland Cavaliers abgegeben, im Gegenzug wechselte Kyle Korver zu den Jazz.
Im Februar 2019 wurde Burks in einem drei Mannschaften betreffenden Tauschhandel zu den Sacramento Kings transferiert. Bei den Kaliforniern musste er erstmals seit seinem Wechsel in die NBA mit einer mittleren Einsatzzeit auskommen, die weniger als 10 Minuten je Begegnung betrug.
Er unterschrieb im Sommer 2019 bei den Golden State Warriors, wo er aufgrund der Ausfälle von Steph Curry und Klay Thompson oft zum Einsatz kam und im Durchschnitt mehr als 16 Punkte je Begegnung erzielte. Noch während der Saison wurden Burks und Glenn Robinson III an die Philadelphia 76ers abgegeben. Die aufgrund der COVID-19-Pandemie verkürzte Saison beendete Burks mit einem bisherigen NBA-Karrierebestwert von 15 Punkte pro Spiel.
Im November 2020 wurde Burks von den New York Knicks verpflichtet. Während des Spieljahres 2021/22 rückte er in New Yorks Anfangsaufstellung, als Kemba Walker verletzt fehlte. Im Sommer 2022 wurde Burks zusammen mit Nerlens Noel zu den Detroit Pistons transferiert. Während der NBA-Saison 2023/24 kam Burks nach New York zurück, als er kurz vor der Transferfrist an die Knicks abgegeben wurde. Er half New York, sich für die Playoffs zu qualifizieren. Mit 14,8 Punkten in sechs Playoffspielen lieferte Burks eine gute Leistung ab.
Er verließ die New Yorker anschließend wieder, Anfang Juli 2024 gab Miami Heat Burks Verpflichtung bekannt.

## Karriere-Statistiken

### NBA

#### Hauptrunde
| Saison  | Team                          | GP  | GS  | MPG  | FG % | 3P % | FT % | RPG | APG | SPG | BPG | PPG  |
| ------- | ----------------------------- | --- | --- | ---- | ---- | ---- | ---- | --- | --- | --- | --- | ---- |
| 2011–12 | Utah                          | 59  | 0   | 15.9 | .429 | .333 | .727 | 2.2 | 0.9 | 0.5 | 0.1 | 7.2  |
| 2012–13 | Utah                          | 64  | 0   | 17.8 | .420 | .359 | .713 | 2.3 | 1.4 | 0.5 | 0.2 | 7.0  |
| 2013–14 | Utah                          | 78  | 12  | 28.1 | .457 | .350 | .748 | 3.3 | 2.7 | 0.9 | 0.2 | 14.0 |
| 2014–15 | Utah                          | 27  | 27  | 33.3 | .403 | .382 | .822 | 4.2 | 3.0 | 0.6 | 0.2 | 13.9 |
| 2015–16 | Utah                          | 31  | 3   | 25.7 | .410 | .405 | .752 | 3.5 | 2.0 | 0.6 | 0.1 | 13.3 |
| 2016–17 | Utah                          | 42  | 0   | 15.5 | .399 | .329 | .769 | 2.9 | 0.7 | 0.4 | 0.1 | 6.7  |
| 2017–18 | Utah                          | 64  | 1   | 16.5 | .411 | .331 | .863 | 3.0 | 1.0 | 0.6 | 0.1 | 7.7  |
| 2018–19 | Utah / Cleveland / Sacramento | 64  | 24  | 21.5 | .405 | .363 | .823 | 3.7 | 2.0 | 0.6 | 0.3 | 8.8  |
| 2019–20 | Golden State / Philadelphia   | 66  | 19  | 26.6 | .418 | .385 | .887 | 4.3 | 2.9 | 0.9 | 0.3 | 15.0 |
| 2020–21 | New York                      | 49  | 5   | 25.6 | .420 | .415 | .856 | 4.6 | 2.2 | 0.6 | 0.3 | 12.7 |
| 2021–22 | New York                      | 81  | 44  | 28.6 | .391 | .404 | .822 | 4.9 | 3.0 | 1.0 | 0.3 | 11.7 |
| 2022–23 | Detroit                       | 51  | 8   | 22.0 | .436 | .414 | .814 | 3.1 | 2.2 | 0.7 | 0.2 | 12.8 |
| 2023–24 | Detroit / New York            | 66  | 1   | 18.4 | .369 | .376 | .868 | 2.3 | 1.3 | 0.4 | 0.2 | 10.4 |
| Gesamt  | Gesamt                        | 742 | 144 | 22.5 | .415 | .383 | .806 | 3.4 | 2.0 | 0.7 | 0.2 | 10.8 |

#### Play-offs
| Saison  | Team         | GP | GS | MPG  | FG % | 3P % | FT % | RPG | APG | SPG | BPG | PPG  |
| ------- | ------------ | -- | -- | ---- | ---- | ---- | ---- | --- | --- | --- | --- | ---- |
| 2011–12 | Utah         | 4  | 0  | 15.8 | .250 | .000 | .857 | 2.8 | 0.8 | 0.5 | 0.0 | 6.5  |
| 2017–18 | Utah         | 9  | 0  | 13.3 | .469 | .450 | .867 | 2.7 | 1.9 | 0.4 | 0.1 | 9.1  |
| 2019–20 | Philadelphia | 4  | 0  | 23.8 | .327 | .188 | .778 | 3.8 | 1.8 | 0.3 | 0.8 | 10.5 |
| 2020–21 | New York     | 5  | 0  | 25.6 | .429 | .333 | .737 | 5.0 | 2.6 | 0.2 | 0.0 | 14.0 |
| 2023–24 | New York     | 6  | 0  | 20.2 | .500 | .429 | .844 | 3.3 | 1.0 | 0.2 | 0.2 | 14.8 |
| Gesamt  | Gesamt       | 28 | 0  | 18.8 | .413 | .356 | .820 | 3.4 | 1.6 | 0.3 | 0.2 | 11.0 |